# Platysenta leucoptya
Platysenta leucoptya är en fjärilsart som beskrevs av Paul Dognin 1907. Platysenta leucoptya ingår i släktet Platysenta och familjen nattflyn. Inga underarter finns listade i Catalogue of Life.